# Сюлейман I
Вижте пояснителната страница за други личности с името Сюлейман I.
Сюлейман I (на турски: Birinci Süleyman, Kanuni Sultan Süleyman; на османски турски: سليمانا اول или Süleymân-ı evvel), известен също като Сюлейман Великолепни и Сюлейман Законодателя (Кануни), е 10-ият и най-дълго управлявалият султан на Османската империя – от 30 септември 1520 до 6 септември 1566 година. Наследява баща си Селим I на трона, а той самият е наследен от сина си Селим II.

## Накратко
По време на управлението на Сюлейман Османската империя достига своя зенит и става световна сила. Когато Сюлейман Великолепни умира, най-важните мюсюлмански градове (Мека, Медина, Йерусалим, Дамаск и Багдад), Балканите с Панония до днешна Австрия, както и голяма част от Северна Африка вече са част от Османската империя. Въпреки че империята продължава да разширява своите владения, управлението му непосредствено след смъртта му е последвано от дълги години на упадък.
Начело на непрекъснато разширяващата се държава, Сюлейман лично провежда законодателни промени, свързани с обществото, образованието, данъците и наказателното право. Неговите закони формират империята за векове напред. Самият Сюлейман не само е изтъкнат поет и златар, но и е голям покровител на османската култура, преживяла по негово време Златен век в изкуствата, литературата и архитектурата. Сюлейман говори 5 езика: османски турски, арабски, чагатайски (тюркски език, свързан с уйгурския език), персийски и сръбски.

## Биография

### Ранни години
Сюлейман е роден в град Трабзон, на югоизточния бряг на Черно море, вероятно на 6 ноември 1494 г. Той е син на султан Селим I и Айше Хафса Султан, която до смъртта си през 1534 г. оказва голямо влияние в управлението му.
На 7-годишна възраст Сюлейман е изпратен да учи природни науки, история, литература, теология и военно дело в училищата на главния константинополски дворец Топкапъ сарай. Като младеж се сприятелява с Ибрахим – султански роб от гръцки произход, който ще стане неговия първи велик везир и ще бъде сред най-доверените му съветници. 17-годишен, Сюлейман е назначен за управител на Кафа, за кратко на Одрин, а след това на Сарухан.
След смъртта на баща си през 1520 г. Сюлейман се връща в Константинопол и заема трона като 10-и османски султан. Няколко седмици след идването му на власт венецианският пратеник Бартоломео Контарини описва новия владетел така: „Той е на възраст 26 години, висок, но жилав, и с деликатен цвят на кожата. Вратът му е малко дълъг, лицето му е тясно, а носът му е орлов. Има сянка от мустак и малка брада. Все пак има приятна външност, макар че кожата му бледнее. Казват, че е мъдър господар, привързан към учението, и всички се надяват на добро при неговото управление. Чалмата му също е извънредно голяма.“
Според някои историци в младостта си Сюлейман се възхищава от Александър Македонски и идеята му да създаде империя, обхващаща Изтока и Запада, която по-късно мотивира военните му кампании в Азия и Европа.

### Първи войни в Европа
Малко след възкачването си на престола Сюлейман започва редица завоевателни походи, след като първо потушава бунта на управителя на Дамаск през 1521 г. На 29 август същата година превзема Белград – стратегически важна крепост на южния бряг на река Дунав, контролирана дотогава от Унгария. Падането на Белград предизвиква широк отзвук в Европа, а посланикът на Свещената Римска империя в Константинопол по-късно пише: „Превземането на Белград беше началото на драматичните събития, които погълнаха Унгария. То доведе до смъртта на крал Лайош, до превземането на Буда, до завладяването на Трансилвания, до съсипването на процъфтяващо кралство и до страх сред съседните държави, че и те ще бъдат сполетени от същата съдба.“
След успеха в Белград Сюлейман не започва настъпление в Централна Европа, а насочва вниманието си към Средиземноморието. През лятото на 1522 г. обсажда остров Родос – основната база на ордена на хоспиталиерите, които извършват пиратски набези по крайбрежието на Мала Азия и Леванта. За тази цел там е прехвърлен голям османски флот от около 400 кораба, като Сюлейман лично оглавява 100-хилядна войска, която се разполага на брега на Мала Азия срещу Родос. На 24 декември 1522 г. островът се предава, но хоспиталиерите се споразумяват със султана, който ги оставя да се изтеглят, като по-късно създават нова база на остров Малта.
През следващите години отношенията с Унгария продължават да се изострят и Сюлейман подновява военните действия в Централна Европа. На 29 август 1526 г. разгромява в битката при Мохач крал Лайош II, който е убит в боя. С това сломява съпротивата на унгарците и превръща Османската империя в доминираща сила в региона.
След смъртта на Лайош II Хабсбургите предявяват претенции към короната на Унгария. Австрийският ерцхерцог Фердинанд с подкрепата на брат си император Карл V завзема част от страната с град Буда, измествайки поддържания от османците нов крал Янош Заполяй (Ян Заполски). В отговор през 1529 г. Сюлейман започва нов поход в Унгария, връща си Буда и през есента обсажда Виена. Този поход се превръща в кулминация на османския военен натиск към Запада. С подсиления 16-хиляден гарнизон защитниците на Виена нанасят първото поражение на Сюлейман, което поставя началото на османско-хабсбургския конфликт, продължил до края на 2-е империи през ХХ век. Нов османски поход към Виена се проваля през 1532 г., преди да достигне до града. И при двете кампании османците са засегнати от лошото време и затрудненото снабдяване на отдалечената от базите си армия. През 1533 г. Сюлейман сключва договор с Фердинанд, с който Унгария е поделена между Хабсбургите и Ян Заполски.

### Война с Персия, надмощие в Средиземно море
След като стабилизира позициите си в Югоизточна Европа, Сюлейман насочва вниманието си на изток, където шиитската династия на Сефевидите в Персия (днешен Иран) е трайна заплаха за османското надмощие в Близкия изток. След като шах Тахмасп I убива лоялния към османците управител на Багдад и поставя на негово място свой привърженик, а управителят на Битлис преминава на страната на Сефевидите, напрежението между 2-те страни преминава в открит конфликт.
През 1533 г. Сюлейман изпраща на изток войска начело с великия везир Паргалъ Ибрахим паша, която си връща Битлис и завзема Тебриз, без да срещне съпротива. През следващата година самият Сюлейман се присъединява към войската, която продължава настъплението си, но шах Тахмасп отстъпва, без да приема решаващо сражение. През 1535 г. управителят на Багдад капитулира пред османците и султанът влиза триумфално в града, затвърждавайки водещата си позиция в Ислямския свят като наследник на Абасидите.
През 1532 г. флотът на Хабсбургите завзема крепостта Корони в Пелопонес, което е възприето от Сюлейман като заплаха за османската хегемония в Източното Средиземноморие. Осъзнавайки нуждата от засилване на османския военноморски флот, той назначава за негов главнокомандващ Хайредин Барбароса, който се заема с преустройството на флота, така че да стане по-силен от всички останали средиземноморски флоти, взети заедно. През 1535 г. император Карл V удържа голяма победа срещу османците при град Тунис, която – заедно със започналата война с Венецианската република, кара Сюлейман да приеме предложенията на крал Франсоа I за създаване на Френско-османски съюз, насочен срещу Хабсбургите.
През 1538 г. Барбароса нанася поражение на испанския флот в битката при Превеза, което осигурява османското надмощие в Източното Средиземноморие за няколко десетилетия напред, до битката при Лепанто през 1571 г. Към империята са присъединени обширни територии в Северна Африка – т.нар. Варварски бряг, включващ Триполитания, Тунис и Алжир. Те се превръщат в база за нападенията на берберските пирати, нанасящи значителни поражения на хабсбургските владения в Западното Средиземноморие.

### Конфликти с Хабсбургите, край на войната с Персия
През 1541 г., възползвайки се от смъртта на Янош Заполяй и невръстната възраст на неговия син Янош II Жигмонд, Хабсбургите подновяват претенциите на ерцхерцога Фердинанд за управление в цяла Унгария и правят опит да обсадят град Буда. Османците ги отблъскват и завземат някои техни крепости. В резултат на това Фердинанд и император Карл V са принудени да подпишат унизителен мирен договор, с който Фердинанд се отказва от претенциите си за унгарската корона и се задължава да плаща данък за унгарските земи, които на практика контролира. В договора Карл V е наречен не „император“, а „крал на Испания“, с което се подчертава претенцията на Сюлейман да бъде наследник на Римската империя.
През 1542 г. французите търсят османска помощ срещу Хабсбургите и Сюлейман изпраща на запад османски флот от 100 галери, воден от Хайредин Барбароса. Той опустошава крайбрежието на Сицилия и Неаполитанското кралство, след което превръща в своя база френското пристанище Тулон. Една година по-късно Барбароса обсажда и превзема Ница. През 1544 г. Франсоа I и Карл V сключват мир и френско-османският съюз е временно прекратен.
През 1548 – 1549 г. Сюлейман организира 2-ри голям поход срещу Сефевидите, опитвайки се да завърши войната с тях с победа. Както и при предходния сблъсък, шах Тахмасп избягва решаваща битка с османските войски, а отстъпва, прилагайки тактиката на изгорената земя, като османците са принудени да прекарат тежка зима в Армения. Сюлейман се отказва от похода, който му донася временни придобивки в Табриз и Урмия и по-трайно присъединяване на областта на Ван и на няколко крепости в Грузия.
През 1553 г. Сюлейман започва своя 3-ти и последен поход срещу Персия, повод за който става завземането на Ерзурум от сина на шаха. Османците скоро си връщат този град, пресичат Ефрат и навлизат в иранска територия. Армията на шаха следва обичайната си тактика и избягва решаващ сблъсък, което за пореден път довежда до патова ситуация. През 1554 г. 2-те страни сключват споразумение, което слага край на продължилата повече от 2 десетилетия война. Османците връщат Табриз, но запазват Багдад, долната част на Месопотамия с устията на Ефрат и Тигър, както и част от крайбрежието на Персийския залив.

### Кампании в Индийския океан
Османските кораби плават в Индийския океан още от 1518 г. Османски адмирали като Хадим Сюлейман паша, Сайди Али Реис и Куртоглу Реис са известни с пътуванията си до пристанищата на Моголската империя Тата, Сурат и Джанджира. За моголския император Акбар е известно, че разменя 6 документа със Сюлейман Великолепни.
От края на 1530-те години Сюлейман прави няколко опита да ограничи засилващото се влияние на Португалия в Индийския океан, за да подсигури търговските пътища към Индия. През 1538 г. е превзет град Аден в Йемен, който се превръща в база за нападения срещу португалските владения в Индия. Изпратеният на изток флот неуспешно обсажда Диу през септември 1538 г., след което се връща в Аден, укрепявайки града със 100 оръдия. През следващите години османците навлизат и във вътрешността на Йемен, завземайки Сана, но жителите на Аден се разбунтуват и предават града на португалците.
През 1548 г. османският адмирал Пири Реис отново превзема Аден, с което възстановява османската хегемония в Червено море и активизира търговските връзки с Моголската империя. Пири Реис продължава успешните военни действия в Индийския океан и през 1552 г. успява да превземе Маскат на източния бряг на Арабския полуостров, но португалците спират по-нататъшните му завоевания през 1554 г.
При Сюлейман пристигат през 1564 г. пратеници от Ачех – мюсюлманска държава на остров Суматра, която моли за помощта му срещу португалците. В резултат на това е организирана османска експедиция до Ачех, която оказва значителна помощ на ачехците.

### Последни години
През 1562 г. Сюлейман завладява Трансилвания. През 1565 г. прави опит да завземе Малта – владение на хоспиталиери, които използват стратегическото положение на острова, за да възпрепятстват движението на османски кораби в Средиземно море. Обсадата на Малта продължава от май до септември, когато османците са отблъснати от пристигналите испански подкрепления, давайки около 30 хиляди души жертви.
Сюлейман умира на 5 септември 1566 г. – нощта преди победната битка при Сигетвар в днешна Унгария. Погребан е в тюрбе край Сюлейман джамия в Константинопол, където през 1558 г. е погребана съпругата му Хюррем султан.

## Административни реформи
Докато султан Сюлейман е известен като Великолепни на Запад, за собствените си османски поданици винаги е бил Кануни или „Законодателя“. Историкът лорд Кинрос отбелязва: „Той не само е велик военачалник, човек на меча, каквито са били баща му и прадядо му преди него. Той се различава от тях по това, че той също е и човек на перото. Той е велик законодател, стоящ в очите на народа си като възвишен суверен и великодушен изразител на правосъдието.“
Императивното право на империята е шариата (или „свещен закон“), който като божествен закон на исляма е извън правомощията на султана за промяна. И все пак отделните закони, известни като кануни (канонично законодателство) зависят от Сюлеймановата воля. Те обхващат области като наказателното право, ползването на земята и данъчното облагане. Сюлейман събира всички съдебни решения, които са били издадени от 9-имата османски султани преди него. След отстраняване на повтарящите се и избор между противоречащите си твърдения той издава юридически кодекс, като внимава да не нарушава основните закони на исляма. Именно в тази рамка Сюлейман, подпомаган от своя главен мюфтия, реформира законодателството, за да се адаптира към бързо променящата се империя. Когато законите постигат окончателната си форма, кодексът става известен като kanun‐i Osmani, или „османските закони“. Правният кодекс на Сюлейман просъществува повече от 300 г.
Сюлейман отделя специално внимание на тежкото положение на раята – християнските поданици, които обработват земите на спахиите. Неговият Kanune Raya, или „Закон за раята“, реформира закона, уреждащ налозите и данъците, които трябва да бъдат платени от раята, повишава техния статут над крепостничеството до степен, в която християнските крепостници могат да мигрират в турските земи, за да се възползват от реформите. Султанът също така играе роля в защитата на еврейските поданици на империята си за векове напред. В края на 1553 или 1554 г., по предложение на любимия си лекар и зъболекар, испанския евреин Мойсей Хамон, султанът издава ферман, официално изобличаващ кръвните клевети срещу евреите. Освен това Сюлейман въвежда нов наказателен закон, в който се предписва набор от глоби за определени престъпления, както и се намаляват случаите, в които се осъжда на смърт или осакатяване. В областта на данъчното облагане данъци се налагат на различни стоки и продукти, включително животни, залежи, търговски печалби, има вносно-износни мита. В допълнение към данъците земята и собствеността на длъжностни лица, които са придобили лоша репутация, може да бъде конфискувана от султана.
Образованието е било друга важна област за Сюлейман. Училищата към джамиите, финансирани от религиозни общества, осигуряват до голяма степен безплатно образование на мюсюлманските момчета за разлика от християнските държави по онова време. В столицата си Сюлейман увеличава броя на мактабите (начални училища) до 14 – в тях се преподават четене и писане, както и принципите на исляма. Младежите, които желаят по-нататъшно образование, могат да продължат в някое от 8-те медресета, в които се изучава граматика, метафизика, философия, астрономия и астрология. По-висшите медресета осигуряват образование на университетско ниво и завършилите ги могат да станат имами или учители. Образователните центрове често са сред многото сгради в дворовете на джамиите (наред с библиотеки, трапезарии, фонтани, кухни и болници) в полза на обществото.

## Културни постижения
Под патронажа на Сюлейман Османската империя навлиза в Златния век на културното си развитие. Стотици имперски художествени общества (наричани Ehl-i Hiref, „Общност на талантливите“) имат за седалище двореца Топкапъ. След известен стаж художниците и занаятчиите могат да напредват по ранг в своята област и получават заплати на 3-месечни вноски. Регистрите, които са оцелели, свидетелстват за обширното покровителство на Сюлейман над изкуствата – най-ранният документ, датиращ от 1526 г., изброява 40 дружества с над 600 члена. Ehl-i Hiref привлича най-талантливите майстори на империята в двора на султана, както от ислямския свят, така и от новозавладените територии в Европа, в резултат на което се смесват по безпрецедентен начин ислямската, турската и европейската култура. Занаятчиите на служба в двора са художници, книговезци, кожухари, бижутери и златари. Доколкото предишните управници са значително повлияни от персийската култура (бащата на Сюлейман – Селим I, пише стихове на персийски), при покровителството на Сюлейман Османската империя отстоява своето художествено наследство.
Самият Сюлейман е завършен поет, пише на персийски и турски под псевдонима Muhibbi. Някои негови стихове са се превърнали в турски поговорки. В допълнение много големи таланти вдъхват живот в литературния свят по време на управлението на Сюлейман, включително Физули и Баки. Литературният историк E. Гиб отбелязва, че „в никой друг момент няма по-голямо насърчаване на поезията, отколкото по време на царуването на този султан.“
Сюлейман също е известен с подпомагането на монументалната архитектура в рамките на империята. Султанът се стреми да превърне Константинопол в център на ислямската цивилизация и започва серия от строежи, включително на мостове, джамии, дворци и различни благотворителни и социални заведения. Най-големите от тях са построени от главния архитект на султана Мимар Синан, при когото османската архитектура достига зенита си. Синан построява над 300 сгради в цялата империя (включително и двата си шедьовъра Сюлейман джамия и Селим джамия – последната построена в Одрин, при царуването на сина му Селим II). Сюлейман също така възстановява Купола на Скалата в Йерусалим и градските му стени (които са настоящите стени на стария град на Йерусалим), свещения храм Кааба в Мека и изгражда комплекс в Дамаск.

## Личен живот

### Жени
- Махидевран Султан (срещана и с името Гюлбахар) е родена през 1500 г. и е майка на Шехзаде Мустафа (роден 1515). Тя умира на 3 февруари 1581 г. в Бурса.
- Хюррем Султан е единствената законна съпруга на Сюлейман. Тя идва в харема скоро след възкачването на султана на трона. Хюррем е майка на Мехмед (роден 1521), Михримах (родена 1522), Селим II (роден 1524), Баязид (роден 1525) и Джихангир (роден 1532). Тя умира на 18 април 1558 г. в Константинопол.

### Връзка с Хюррем Султан
Сюлейман е заслепен от Хюррем (също известна като Роксолана), момиче от харема, родено в градчето Рогатин (тогава Полша, днешна Украйна), в семейството на православен свещеник. Истинското ѝ име е Александра или Анастасия (Настя) Лисовска. През 1520 г. е пленена от кримски татари и отведена в Истанбул като робиня, но по-късно е избрана за султанския харем. Там тя успява да се превърне в любимата наложница и хасеки на султан Сюлейман Великолепни. Нарушавайки традициите на империята, за голямо учудване на наблюдателите в двореца и града, Сюлейман се жени за нея вероятно през лятото на 1530 г.
Хюррем е активен съветник на султана в държавните дела и международната политика. Наред с това, тя е първата жена, ангажирала се с изграждането на няколко значителни обществени сгради в Мека и Йерусалим и първата, направила дарение за построяването на джамия в Истанбул.
Погребана е заедно със своя съпруг в тюрбе, намиращо се край Сюлеймановата джамия в Истанбул. Синът на Сюлейман и Хюррем, Селим II, наследява Сюлейман след смъртта му през 1566 г.

## Борби между наследниците
Сюлейман нарушава установената практика, когато издига два роба на високо положение. Единият – Ибрахим, е велик везир 13 години. Другият е пленена украинка, дъщеря на православен свещеник – Александра Лисовска или Анастасия Лисовска, известна още като Роксолана и Хюррем, става негова любима жена за изненада на империята и международната общност.
Поради конфликти за властта, очевидно подкладени от Анастасия Лисовска, Сюлейман убива Ибрахим паша (поддръжник на Мустафа, първородния син на Сюлейман, роден от първата му хасеки Махидевран) и го заменя с нейния зет Рюстем паша. По-късно, очевидно вярвайки, че популярността му сред армията застрашава положението му, убива и Мустафа, като по този начин дава път на един от синовете на Хюррем.
В очакване на смъртта на Сюлейман, която по ръководещия обичай на братоубийството би довела до смъртта на Селим или Баязид, братята водят редица битки за наследството, които карат Сюлейман да нареди Баязид да бъде убит на 25 септември 1561 г. Това се случва след като Баязид, избягал в Иран, е върнат на империята от шах Тахмасп чрез измама. По този начин Селим наследява Сюлейман, въпреки че проявява малък интерес към властта. В историята той остава като Селим II Пияницата – алкохолик и женкар. С него започва упадъкът на Османската империя.

## Наследство
При смъртта на Сюлейман Османската империя е сред водещите световни сили. Експанзията в Европа допринася за силното присъствие на османските турци в европейския баланс на силите – владенията на империята се простират до днешна Австрия. Заплахата от Османската империя при неговото управление е възприемана толкова сериозно, че посланик Ожие Гислен дьо Бюсбек предупреждава за предстоящо завладяване на Европа: „На тяхна страна [на турците] са ресурсите на могъща империя, ненакърнимата сила, вкусът към победата, наличието на труд, единство, дисциплина, пестеливост и бдителност... Можем ли да се съмняваме какъв ще бъде резултатът?... Когато турците си уредят сметките с Персия, те ще полетят към нашите гърла, подкрепени от мощта на целия Изток; колко сме неподготвени аз не смея да кажа.“
Дори 30 г. след смъртта му Султан Солиман е цитиран от английския драматург Уилям Шекспир като военен феномен в пиесата му „Венецианският търговец“ (2-ро действие, 1-ва сцена).
През 1517 г. Османската империя със султан Селим I завладява земите на древен Израел и Юдея, след като побеждава египетските мамелюци (1250 – 1517). Османците имат благосклонно отношение към евреите, като приемат хиляди еврейски бежанци, изгонени от испанския крал Фердинанд II през 1492 г.
Наследството на Сюлейман обаче не е само във военната област. Френският пътешественик Жан дьо Тевено 1 век по-късно е свидетел на „силната селскостопанска основа на страната, благополучието на селяните, изобилието на основни храни и на превъзходството на организацията от управлението на Сюлейман“. Административните и правните реформи, което му спечелват името Законодателя, гарантират оцеляването на империята дълго след смъртта му.
Докато за останалия свят той изглежда опасен, вътре в империята той има слава на справедлив владетел, който се бори с корупцията. Чрез личното си покровителство Сюлейман застава начело на Златния век на Османската империя, което представлява върха на културните постижения на османските турци в областта на архитектурата, литературата, изкуството, теологията и философията. Много градове в съвременна Турция и бившите османски провинции все още са украсени с архитектурни произведения от епохата на владетеля. Сред тях е Сюлейман джамия – мястото, където е положен Сюлейман след смъртта си – погребан е в отделен куполовиден мавзолей към джамията.